# Khubsoorat
Pour plus de détails, voir Fiche technique et Distribution.
Khubsoorat est un film indien réalisé par Hrishikesh Mukherjee, sorti en 1980.

## Synopsis
À Pune, Nirmala Gupta, femme de Dwaraka Prasad Gupta et mère du docteur Inder Gupta, tient sa maison selon des règles strictes.

## Fiche technique
- Titre : Khubsoorat
- Réalisation : Hrishikesh Mukherjee
- Scénario : Shanu Banerjee, et D. N. Mukherjee
- Musique : Rahul Dev Burman
- Photographie : Jaywant Pathare
- Montage : Subhash Gupta
- Production : Hrishikesh Mukherjee et N. C. Sippy
- Société de production : Rupam Pictures
- Pays :  Inde
- Genre : Comédie dramatique
- Durée : 126 minutes
- Dates de sortie : 
  -  Inde : 25 janvier 1980

## Distribution
- Ashok Kumar : Dwarka Prasad Gupta
- Rekha : Manju Dayal
- Rakesh Roshan : Dr. Inder Gupta
- Shashikala Jawalkar : Mme. Gupta
- Aradhana Deshpande : Anju Gupta
- Dina Pathak : Nirmala Gupta
- David Abraham : Ram Dayal
- S. N. Banerjee : Uma Shankar
- Anand : Dr. Iqbal

## Distinctions
Le film a été nommé pour trois Filmfare Awards et en a reçu deux : meilleur film et meilleure actrice Rekha.